# Pentium Dual-Core
Pentium Dual-Core — сімейство бюджетних двоядерних процесорів Intel, призначених для недорогих домашніх систем і заснованих на мікроархітектурі Intel Core.
На ринку ці процесори позиціонуються вище лінії Celeron, але нижче процесорів Core/Core2.

## Основні характеристики
Процесори випускаються з тактовою частотою від 1,6 до 3,33 ГГц (E6800). Всі модифікації серії E2xxx мають однакову частоту шини 800 Мгц і 1 Мб кешу 2 рівня. Обсяг кешу другого рівня моделей E5200, Е5300 і E5400 становить 2 Мб і частоту системної шини 800 Мгц. Об'єм L2 кеша моделей E6300 і E6500, E6600, E6700, E6800 становить 2 Мб, частота системної шини - 1066 МГц.

## Рознім і підтримувані платформи
Процесори, як і їх «старші брати» Core 2 Duo, виготовляються в уже традиційній компоновці FC-LGA (рознім LGA775). Можуть бути встановлені на всі материнські плати, що підтримують процесори на ядрі Conroe (чипсети Intel 945, 965, P35, P45 і аналогічні їм).

## Ядро
Процесори серії E2xxx ґрунтуються на ядрі Allendale, абсолютно ідентичному оригінальному Conroe, але що має урізаний обсяг кеш-пам'яті 2-го рівня і частоту системної шини, понижену з 1066 до 800 Мгц, і використовуваному в молодшому сімействі Core 2 Duo,
виробляються за 65-нанометрової технологією, при цьому, на відміну від базової версії їх кеш-пам'ять другого рівня понижена з 2 до 1 Мб (як правило, це — наслідок браку в певній кількості транзисторів, що є частим явищем у виробництві мікроелектроніки).
Моделі E5ххх ґрунтуються на ядрі Wolfdale (технологія 45нм) і мають 2 Мб кеш. Як і у всіх процесорах Intel Core 2, кеш L2 є загальним для обох ядер, на відміну від процесорів Athlon 64 X2, в яких кожне ядро має окремий незалежний кеш.

## Підтримувані технології
- Набори додаткових інструкцій: MMX, SSE, SSE2, SSE3, SSSE3.
- Intel EM64T
- EIST (Enhanced Intel Speedstep Technology)

## Модифікації
У цей час існують такі модифікації процесора:
- E2140 — 1,60 ГГц
- E2160 — 1,80 ГГц

Обидві перші модифікації були випущені одночасно в травні 2007 року.
- E2180 — 2,00 ГГц — анонсована в серпні 2007.
- E2200 — 2,20 ГГц — середина грудня 2007.
- E2220 — 2,40 ГГц

Процесори серії E2xxx побудовані на ядрі Allendale і відрізняються один від одного лише частотами. 
Серія E5xxx з'явилася в 2008 році. Вона побудована на ядрі наступного покоління — Wolfdale і має 2 Мб кешу L2.
- E5200 — 2,50 ГГц — вересень 2008.
- E5300 — 2,60 ГГц — листопад 2008.
- E5400 — 2,70 ГГц